# دارکلاته
دارکلاته یا دارکلا روستایی است از توابع بخش فندرسک شهرستان رامیان در استان گلستان ایران است.
مردم دارکلاته از قومیت طبری میباشند. 
مردم این روستا به زبان طبری مازندرانی و گویش فندرسکی سخن می گویند. از بزرگان این روستا می توان به جهان پهلوان رضا سوخته سرایی اشاره کرد که از پیشکسوتان کشتی ایران است و تنها کشتی گیر ایرانیِ دارنده مدال در کشتی آزاد و فرنگی می‌باشند.
واژه دار کلاته از دو جز دار و کلاته تشکیل شده است که در زبان طبری دار به معنی درخت است و کلاته به معنای ده و آبادی است.
از جاذبه های طبیعی آن می‌توان به تپه دارکلاته اشاره کرد

## جمعیت
این روستا در دهستان فندرسک جنوبی قرار دارد و براساس سرشماری مرکز آمار ایران در سال ۱۳۸۵، جمعیت آن 2158 نفر (۴۹۰خانوار) بوده‌است.